# Drawa (region statystyczny)
Region statystyczny Drawa (słoweń. podravska statistična regija) – region statystyczny w Słowenii. Największym miastem w regionie, a zarazem jego stolicą, jest Maribor.
Nazwa regionu pochodzi od rzeki Drawy i obejmuje tereny po obu jej brzegach wzdłuż jej biegu przez Słowenię, a także góry Pohorje na północnym wschodzie regionu. 

## Miasta i miasteczka
Rejon statystyczny Drawa obejmuje sześć miast i miasteczek, z których największym (a zarazem jego stolicą) jest Maribor.
| Stopień | Nazwa                       | Populacja (2022) |
| ------- | --------------------------- | ---------------- |
| 1.      | Maribor                     | 96 302           |
| 2.      | Ptuj                        | 17 880           |
| 3.      | Slovenska Bistrica          | 8181             |
| 4.      | Ruše                        | 4179             |
| 5.      | Lenart v Slovenskih goricah | 3412             |
| 6.      | Ormož                       | 1914             |

## Gmina
Region statystyczny Drawa obejmuje 41 gmin:
- Benedikt
- Cerkvenjak
- Cirkulane
- Destrnik
- Dornava
- Duplek
- Gorišnica
- Hajdina
- Hoče-Slivnica
- Juršinci
- Kidričevo
- Kungota
- Lenart
- Lovrenc na Pohorju
- Majšperk
- Makole
- Maribor
- Markovci
- Miklavž na Dravskem polju
- Oplotnica
- Ormož
- Pesnica
- Podlehnik
- Poljčane
- Ptuj
- Rače-Fram
- Ruše
- Selnica ob Dravi
- Slovenska Bistrica
- Središče ob Dravi
- Starše
- Sveta Ana
- Sveta Trojica v Slovenskih goricah
- Sveti Andraž v Slovenskih goricah
- Sveti Jurij v Slovenskih goricah
- Sveti Tomaž
- Šentilj
- Trnovska vas
- Videm
- Zavrč
- Žetale

## Demografia
Liczba ludności w 2020 r. wynosiła 325 994. Całkowita powierzchnia regionu wynosi 2170 km².

## Gospodarka
Struktura zatrudnienia: 63,4% usługi, 35,8% przemysł, 0,8% rolnictwo.

### Turystyka
Przyciąga ona jedynie 3,2% ogółu turystów w Słowenii, przy czym większość stanowią turyści zagraniczni (68,9%).

## Transport
- Długość autostrad: 132,7 km
- Długość pozostałych dróg: 6422,9 km